# 1283 Комсомолія
1283 Комсомолія (1283 Komsomolia) — астероїд головного поясу, відкритий 25 вересня 1925 року.
Тіссеранів параметр щодо Юпітера — 3,142.